# X (album Eda Sheerana)
× (czyt. Multiply, /ˈmʌltɪplaɪ/) – drugi album studyjny brytyjskiego piosenkarza Eda Sheerana wydany w czerwcu 2014 roku nakładem wytwórni Asylum i Atlantic.
W lipcu album trafił na pierwsze miejsce brytyjskiej i amerykańskiej listy najczęściej kupowanych płyt. Płytę promowały single: „Sing”, „Don’t”, „Thinking Out Loud”, „Bloodstream” oraz „Photograph”.
W grudniu 2014 roku płyta została uznana za najczęściej słuchany krążek na świecie w serwisie Spotify oraz najchętniej kupowany album roku w Wielkiej Brytanii. W tym samym roku płyta otrzymała również dwie nominacje do Nagrody Grammy w kategoriach: Najlepszy wokalny album pop oraz Album roku.

## Konspekt

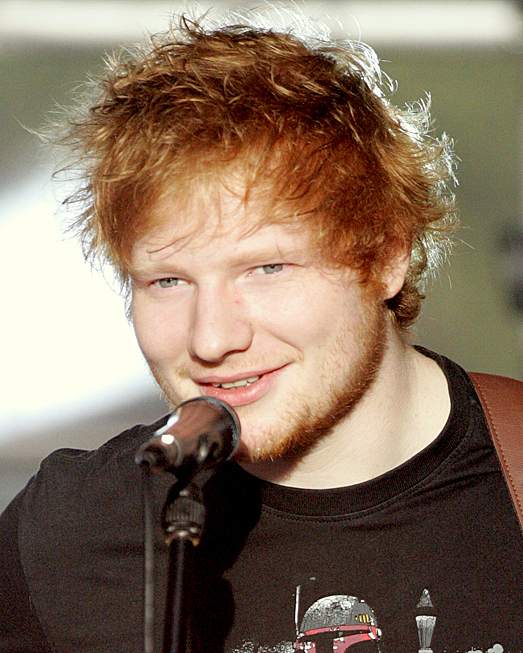
Ed Sheeran – wykonawca albumu (2013)

Niedługo po wydaniu swojej debiutanckiej płyty zatytułowanej +, Sheeran napisał dwie piosenki na drugi album, w tym m.in. utwór „One”, który ostatecznie pojawił się jako numer otwierający cały krążek. Kolejne utwory piosenkarz napisał we współpracy z takimi wykonawcami, jak Johnny McDaid, Foy Vance, Pierwotnie Sheeran planował wydanie nowej płyty w 2012 roku, jednak zdecydował się na przeniesienie premiery o 18 miesięcy. Powodem decyzji była chęć „podboju” rynku amerykańskiego, co uniemożliwiłyby premiery płyt Adele oraz zespołu One Direction, których premiery również zostały zaplanowane na ten rok. Pod koniec października 2013 roku Sheeran wystąpił podczas trzech koncertów w Madison Square Garden, czym zakończył swoją dwuipółletnią trasę koncertową, by skupić się na nagrywaniu nowego materiału.
W zakulisowych materiałach filmowych z trasy koncertowej Sheeran potwierdził nawiązanie współpracy nad nową płytą z Rickiem Rubinem i Pharrellem Williamsem. Premiera płyty zaplanowana była na 17 lutego 2014 roku, jednak piosenkarz zdecydował się ponownie przesunąć datę wydania z powodu propozycji dwumiesięcznej pracy z Rubinem, która wpłynęła na ostateczne opóźnienie. Po napisaniu „tysiąca” piosenek, Sheeran zdecydował się na nagranie piętnastu z nich, w tym singla „I See Fire”, który znalazł się na oficjalnej ścieżce dźwiękowej do filmu Hobbit: Pustkowie Smauga. W tym czasie Sheeran przyznał, że początkowo chciał nagrać „kolejny akustyczny materiał”, jednak w trakcie współpracy z Rubinem oraz Bennym Blanco zmienił on brzmienie na „neo-soul-funkowy”, co spowodowało ponowne nagranie całej płyty. Po zakończeniu pracy z Rubinem oraz nawiązaniu kontaktów z innym producentem Sheeran napisał dwie kolejne piosenki – „I'm a Mess” i „Thinking Out Loud”, które opowiadały o jego ówczesnej dziewczynie. Nad nowym materiałem pracowali także tacy wykonawcy, jak Gary Lightbody oraz Rudimental.

## Muzyka i teksty
Pierwszą piosenką napisaną z myślą o umieszczeniu na nową płytę był utwór „One”, która powstała w 2011 roku w pokoju hotelowym w Perth. Numer był zarazem ostatnią piosenką napisaną o ówczesnej partnerce piosenkarza, której poświęcił teksty większości piosenek ze swojej poprzedniej płyty. Ostatnim utworem, który został napisany na album, została kompozycja „I’m a Mess” powstała po sesji nagraniowej z Rubinem. Jak opisał ją sam Sheeran, została „napisana pod prysznicem”.

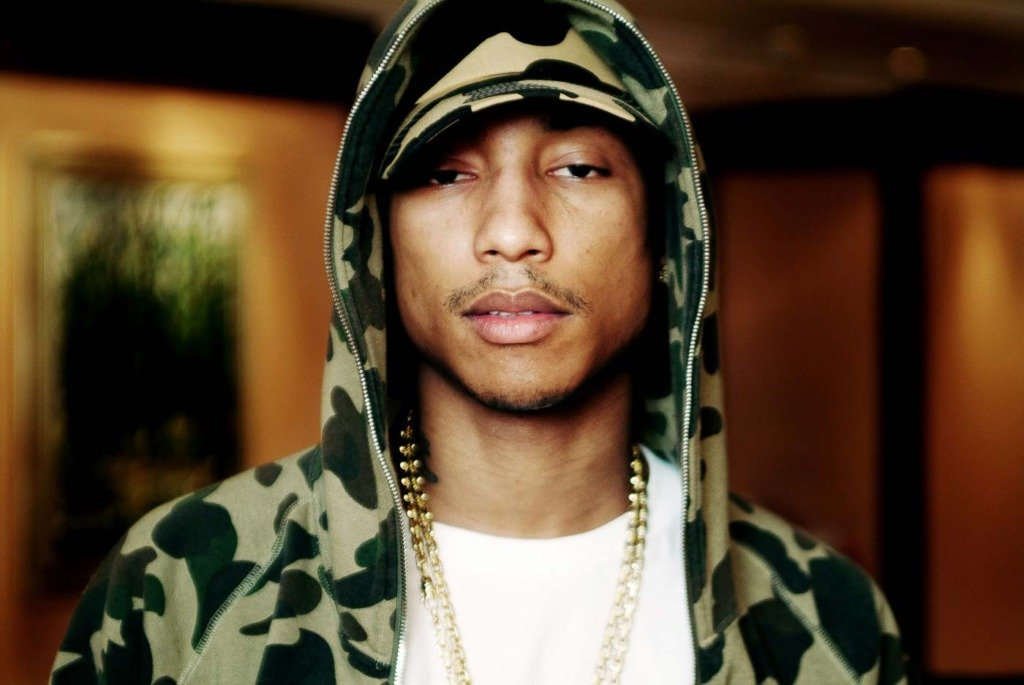
Pharrell Williams – producent singla „Sing”

W wywiadzie udzielonym dla BBC Radio 1 Sheeran opowiedział o współpracy z Williamsem, dzięki któremu cała płyta nabrała bardziej rhythm and bluesowego brzmienia. Piosenkarz chciał wówczas nagrał osobny album z producentem i z myślą o tym projekcie napisał utwór „Sing”. Po przekonaniu go do wydania piosenki na płycie × przez takich artystów, jak sam Williams, Taylor Swift czy Elton John, Sheeran zdecydował się na wydanie piosenki jako pierwszego singla promującego wydawnictwo. Inspiracją do napisania numeru był debiutancki album studyjny Justina Timberlake’a zatytułowany Justified, który jest ulubioną płytą Sheerana. Swój remiks piosenki wykonał koreański piosenkarz Psy, który zdobył międzynarodową popularność po wydaniu singla „Gangnam Style”. Drugim i ostatnim utworem, który powstał we współpracy Sheerana z Pharrellem Williamsem z myślą o umieszczeniu go na wspólną płytę, była kompozycja „Runaway”, również napisana po inspiracjach utworami Timberlake’a.
Piosenka „Don’t” została napisana o dziewczynie, która zdradziła Sheerana z jego bliskim kolegą. Tekst utworu kojarzony był z takimi wokalistkami, jak Ellie Goulding oraz Taylor Swift. Piosenkarz zdementował pogłoski dotyczące Swift, a po wielu spekulacjach potwierdził, że napisał piosenkę z myślą o Goulding, której wybaczył zdradę. Początkowo „Don’t” miał zostać wydany jako pierwszy singiel z płyty, jednak piosenkarz uznał, że zwrot „Don’t f*ck with my love” nie nadaje się do wydania jako pierwszy utwór promocyjny. Początkowo piosenka została nagrana z Blanco, później z Rubinem, ostatecznie powstała w towarzystwie obu producentów. Tuż przed wydaniem Sheeran uznał utwór za „zbyt osobisty” i nie chciał umieszczać go na płycie, jednak po otrzymaniu pozytywnych opinii od osób, które usłyszały jego wersję demonstracyjną, zmienił zdanie.
Utwór „Nina” został napisany przez Sheerana we współpracy z Johnnym McDaidem i został pierwszą piosenką napisaną przez duet na potrzeby albumu. Zdaniem McDaida, jest to „samopotępiająca się piosenka o miłości o złamanym sercu... w której on radzi jej nie bycie z nim”. Drugim utworem napisanym przez duet był „Photograph”, który powstał w maju 2012 roku podczas trasy koncertowej McDaida z jego zespołem Snow Patrol. Producent określił go jako „ponadczasową balladę”, natomiast Sheeran uznał numer za taki, który „zmieni jego ścieżkę kariery”.
„Bloodstream” opowiadał o przeżyciach Sheerana po zażyciu MDMA podczas przyjęcia weselnego swojego znajomego na Ibizie. Piosenka „Tenerife Sea”, po raz pierwszy zagrana w skróconej wersji podczas koncertów Sheerana w Madison Square Garden, opisywała była przez piosenkarza jako jego „towarowa ballada akustyczna”, którą napisał z myślą o swojej matce. Jak wyznawał w wywiadach, jego matka miała krystalicznie niebieskie oczy, które uznał za „najpiękniejsze oczy, jakie kiedykolwiek widział”.
Utwór „The Man” został wyprodukowany przez wieloletniego współpracownika Sheerana, Jake’a Goslinga. Piosenka, w której pojawiła się rapowa wstawka w wykonaniu Sheerana, opowiadała o nieudanym związku, poruszyła także tematy małżeństwa, uzależnienia chemicznego oraz karierze piosenkarza w branży muzycznej.

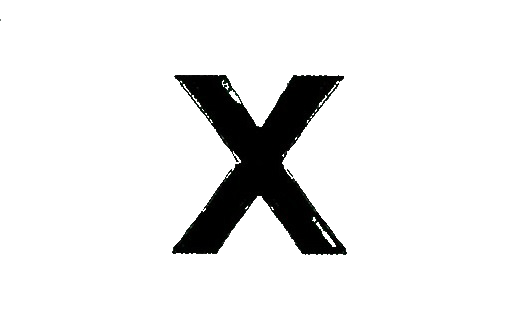
Logo płyty

Singiel „Thinking Out Loud” powstał jako jedna z ostatnich piosenek, które znalazły się na płycie. Jest to zarazem ulubiony numer samego Sheerana, który napisał go z myślą o swojej ówczesnej dziewczynie po zakończeniu sesji nagraniowej z Rubinem. Piosenkarz opisywał kompozycję jako „jedyny radosny utwór z płyty”, który napisał w swojej kuchni.
„Afire Love” został napisany z myślą o dziadku Sheerana (od dwudziestu lat chorującego na chorobę Alzheimera), który zmarł dwa tygodnie wcześniej. Jak przyznał piosenkarz, pisanie utworu skończył w dniu jego pogrzebu.
„Take It Back” był pierwszym nagraniem, które pojawiło się na rozszerzonym wydaniu płyty. Utwór opowiada o „osobistych zmaganiach i drodze do sławy” Sheerana. Drugą piosenką z nowego wydania albumu został singiel „I See Fire”, który został wydany wcześniej na oficjalnej ścieżce dźwiękowej filmu Hobbit: Pustkowie Smauga. Wokalista został poproszony przez reżysera produkcji, Petera Jacksona o napisanie utworu po tym, jak jego córka wyznała mu, że podoba mu się twórczość Sheerana. Po przyjeździe z Nowej Zelandii, gdzie obejrzał film, w ciągu jednego dnia napisał kompozycję, nagrał dźwięki wszystkich instrumentów (oprócz wiolonczeli) oraz zajął się produkcją całości. Za miksowanie singla odpowiedzialny byli Peter Cobbin i Kirsty Whalley, który dokonali tego w studiu Abbey Road. Ostatnią piosenką z rozszerzonej wersji płyty został utwór „All of the Stars” wykorzystany w ścieżce dźwiękowej filmu Gwiazd naszych wina.

## Promocja
Pierwszy utwór promujący płytę, „Sing”, został premierowo zaprezentowany 7 kwietnia 2014 foku w radiowej audycji Hottest Records in the World autorstwa Zane’a Lowe’a. Podczas programu piosenkarz opowiedział o pracy nad albumem oraz współpracą z Pharrellem Williamsem. Artysta zaśpiewał po raz pierwszy piosenkę pięć dni później podczas talk-show Saturday Night Live, gdzie wykonał także drugi numer z krążka – „Don’t”. 16 kwietnia pojawił się podczas programu na kanale SB.TV, gdzie zaprezentował akustyczną wersję piosenki „Take It Back”. 27 kwietnia wystąpił gościnnie w Melbourne podczas ceremonii wręczenia Nagród Logie, w trakcie której zaśpiewał utwór „Sing”. Na początku maja na swoim kanale w serwisie YouTube umieścił film z wykonaniem akustycznej wersji utworu „One”. Numer został udostępniony 16 maja w serwisie iTunes dla użytkowników, którzy zamówili album w przedsprzedaży.
5 maja zagrał trzy koncerty ×: w Steamboat Pub w Ipswich, potem w klubie Koko w Londynie, a na koniec w Dublinie; występ w Irlandii był transmitowany na żywo przez Internet. Dzień później wziął udział w sesji nagraniowej dla BBC Radio 1, podczas której zaprezentował utwór „One” w duecie z Zane’em Lowe’em. 20 maja wystąpił gościnnie w talk-show Later Live... with Jools Holland, w trakcie której zaśpiewał piosenkę „Sing”. Trzy dni później premierowo zaprezentował singiel „Thinking Out Loud”. Tego samego dnia zaśpiewał singiel „Sing” podczas finału szóstej edycji amerykańskiej wersji formatu The Voice, a także wystąpił w duecie z Christiną Grimmie (zdobywczynią trzeciego miejsca w konkursie), z którą wykonał numer „All of the Stars” pochodzący ze ścieżki dźwiękowej filmu Gwiazd naszych wina.
10 czerwca telewizja MTV wyemitowała specjalny materiał dokumentalny o życiu Sheerana zatytułowany 9 dni i nocy z Edem Sheeranem. Zgodnie z zapowiedziami, program miał pokazać „wszystkie aspekty życia [Sheerana]” podczas jego trasy koncertowej.
Po majowej premierze teledysku do singla „Sing”, w którym Sheeran został zaprezentowany jako muppet w słuchawkach dousznych Beats by Dre, ogłoszono, że nowy utwór piosenkarza („Don’t”) zostanie wykorzystany jako motyw muzyczny w reklamie nowego modelu słuchawek – Solo II. 5 lipca Sheeran ponownie wystąpił w sesji nagraniowej dla BBC Radio 1, tym razem zaprezentował nie tylko utwór „Sing”, ale także swoją wersję singla Stay with Me Sama Smitha.
W sierpniu 2014 roku Sheeran wyruszył w międzynarodową trasę koncertową promującą album. Pierwszy koncert w ramach trasy zagrał 6 sierpnia w Osace w Japonii, natomiast ostatni zaplanował na 12 lipca 2015 roku, kiedy to wystąpi na stadionie Wembley w Londynie.

## Single
Pierwszym singlem z płyty został utwór „Sing”, który ukazał się 7 kwietnia 2014 roku. Piosenka zadebiutowała na amerykańskiej listy przebojów, zajmując wówczas 15. miejsce, ostatecznie dotarła do 13. pozycji. Numer zadebiutował na pierwszym miejscu notowania w Australii, osiągnął tę pozycję również w zestawieniu przebojów w Wielkiej Brytanii, Szkocji, Nowej Zelandii, Izraelu i Irlandii.
Drugim singlem promującym album × została piosenka „Don’t”, która ukazała się pod koniec sierpnia 2014 roku. Początkowo numer został udostępniony w serwisie iTunes jako utwór promocyjny z płyty, później został uznany za drugi singiel pochodzący z krążka. Na trzeci singiel z płyty została wybrana piosenka „Thinking Out Loud”, która miała swoją premierę 24 września tego samego roku. Utwór dotarł do pierwszego miejsca list przebojów w Australii, Nowej Zelandii, Irlandii, Szkocji, Wielkiej Brytanii, Holandii, Portugalii, Danii, a także w notowaniu w Afryce Południowej oraz w Europie.

### Utwory promocyjne
Pierwszym utworem promocyjnym pochodzącym z płyty została piosenka „One” wydana 16 kwietnia 2014 roku jako bonus dla użytkowników, który zamówili całą płytę × w przedsprzedaży w serwisie iTunes. Drugim takim numerem był utwór „Don’t”, który ukazał się 13 czerwca, czyli 10 dziesięć dni przed premierą albumu. Od 16 do 20 czerwca Sheeran publikować dzień po dniu kolejne kompozycje z płyty w ramach podziękowania za zamawianie albumu w przedsprzedaży; piosenkarz udostępnił wówczas piosenki: „Afire Love”, „Bloodstream”, „Thinking Out Loud”, „The Man” oraz „Photograph”.

## Sukces komercyjny
Album × zadebiutował 5 lipca 2014 roku na pierwszym miejscu brytyjskiej listy najczęściej kupowanych płyt, pozostając na szczycie notowania przez kolejne 12 tygodni, dzięki czemu został najdłużej pozostającym numerem jeden od 2011 roku. × został także drugim krążkiem w dorobku piosenkarza, który dotarł na pierwsze miejsce brytyjskiego notowania oraz odnotowała sprzedaż 180 tys. egzemplarzy w pierwszym tygodniu po wydaniu, zostając tym samym najszybciej sprzedającym się albumem 2014 roku. Ostatecznie płyta osiągnęła wynik 1,2 miliona sprzedanych kopii, zdobyła status poczwórnej platynowej płyty w kraju oraz została uznana za najczęściej kupowany krążek w Wielkiej Brytanii w 2014 roku.
W lipcu × zadebiutował na pierwszym miejscu także w notowaniu w Stanach Zjednoczonych po uzyskaniu wyniku 210 tys. sprzedanych egzemplarzy. Płyta została uznana także za drugi co do wielkości debiutujący na rynku album w 2014 roku oraz czwarty pod względem popularności w tygodniu premiery krążek w rankingu rocznym. Pod koniec stycznia 2015 roku zdobył certyfikat platynowej płyty w kraju dzięki sprzedaniu się w ponad milionowym nakładzie. Album zadebiutował w czołówce zestawień również w Australii, Danii, Nowej Zelandii, Szkocji i Szwajcarii oraz dotarł na szczyt zestawienia najczęściej kupowanych płyt w Kanadzie, Holandii, Irlandii, Finlandii, Niemczech, Norwegii i Szwecji.

## Przyjęcie przez krytykę
Po premierze album otrzymał głównie pozytywne recenzje od krytyków muzycznych. Neil McCormick na łamach dziennika The Daily Telegraph przyznał płycie najwyższą ocenę (5 gwiazdek), porównując cały krążek do „pojazdu do emocjonalnej prawdziwości, osobistego objawienia i uniwersalnej integracji”. Stephen Thomas Erlewine z portalu AllMusic ocenił album na 3,5 gwiazdki w pięciostopniowej skali, wyróżnił m.in. wykorzystanie przez Sheerana elementów hip-hopowych. Randall Roberts z Los Angeles Times przyznał płycie 2,5 gwiazdki w czwartostopniowej skali, uznając utworu za „dobrze wykonane, mocne i chętne do wyolbrzymienia, kiedy to konieczne”. Alex Petridis z redakcji magazynu The Guardian przyznał płycie cztery z pięciu gwiazdek, docenił to, że Sheeran „pewnie przekracza granice w tym, co robi”. Jason Lipshutz z tygodnika Billboard przyznał płycie 81 ze 100 punktów, przyznając w komentarzu, że „znalazł głodnego artystę, który robi wszystko, by przeskoczyć na kolejny poziom, poprzez podążanie za swoimi instynktami”. Brian Mansfield z USA Today opisał album jako „jeden z rzadkich krążków, który spełnia oczekiwania przy jednoczesnym ich podniesieniu”.
Katarzyna Paluch z redakcji portalu Onet.pl uznała × za „jedną z tych płyt, których trzeba wysłuchać w 2014 roku”. Kamil Brycki z serwisu Music To The People przyznał, że × „zasługuje na uwagę”. Autor recenzji płyty na blogu Zatopiony w ciszy uznał, że × „broni się wybornie, z drugiej zaś jawi się jako dzieło niebezpiecznie flirtujące z popową miałkością”. Wojciech Duś w recenzji dla portalu Najlepsze Piosenki opisał „Sing” jako „taneczny numer (...)” oraz jedną z najlepszych piosenek z płyty ×.
Jon Dolan z Rolling Stone zasugerował w swojej recenzji, że „lepszym tytułem dla tej płyty byłby XXX”, zwracając jednak uwagę na to, że na krążku znalazło się „mnóstwo przesłodzonych momentów balladowych”. Jim Farber w swojej ocenie dla New York Daily News przyznał, że „Sheeran potrafi napisać nutę nadającą się do nucenia”, warstwa tekstowa jest „wyuczona na pamięć, ckliwa”, a brzmienia płyty – „nieprzekonywające”. Kitty Empire z The Observer negatywnie oceniła album, przyznając mu dwie z pięciu gwiazdek oraz argumentując swoją opinię stwierdzeniem, że Sheeran „ma szeroką paletę, albo brak mu głębi”. W recenzji dla magazynu The Independent Kevin Harley przyznał, że płyta jest „kaprawa, mdła i autentycznie nieciekawa”.
Jakub Kranc w recenzji dla magazynu Alter Mag przyznał, że „prawie wszystkie utwory [z płyty] mogłyby być singlami”, jednak zabrakło mu „świeżości”. Bartłomiej Chaciński na łamach tygodnika Polityka opisał piosenki z albumu jako „idealne dla tych, którzy nie słuchają muzyki zbyt często”. Krytyczną opinię o albumie wyraził również Paweł Waliński z portalu Interia.pl. Jacek Skolimowski z dziennika Dziennik Gazeta Prawna opisał × jako „niespójny i trochę błahy” album.
Płyta × została uznana za jeden z najlepszych albumów roku według redakcji tygodników Billboard oraz The Daily Telegraph oraz redaktorów portalu Digital Spy.

## Lista utworów
Spis utworów sporządzono na podstawie materiału źródłowego.
| Nr  | Tytuł               | Autorzy tekstów                             | Producenci                 | Czas |
| --- | ------------------- | ------------------------------------------- | -------------------------- | ---- |
| 1.  | „One”               | Ed Sheeran                                  | Jake Gosling               | 4:13 |
| 2.  | „I’m a Mess”        | Sheeran                                     | Gosling                    | 4:06 |
| 3.  | „Sing”              | Sheeran, Pharrell Williams                  | Williams                   | 3:55 |
| 4.  | „Don’t”             | Sheeran, Benjamin Levin                     | Rick Rubin, Benny Blanco   | 3:39 |
| 5.  | „Nina”              | Sheeran, Johnny McDaid                      | Gosling                    | 3:43 |
| 6.  | „Photograph”        | Sheeran, McDaid                             | Jeff Bhasker, Emile Haynie | 4:17 |
| 7.  | „Bloodstream”       | Sheeran, McDaid, Gary Lightbody, Rudimental | Rubin                      | 4:59 |
| 8.  | „Tenerife Sea”      | Sheeran, McDaid, Foy Vance                  | Rubin                      | 4:00 |
| 9.  | „Runaway”           | Sheeran, Williams                           | Williams                   | 3:26 |
| 10. | „The Man”           | Sheeran                                     | Gosling                    | 4:09 |
| 11. | „Thinking Out Loud” | Sheeran, Amy Wadge                          | Gosling                    | 4:40 |
| 12. | „Afire Love”        | Sheeran, McDaid, Vance                      | McDaid                     | 5:14 |

| Wydanie rozszerzone                                                                                                 |
| --- |
| 13. „Take It Back” – 3:28 14. „Shirtsleeves” – 3:09 15. „Even My Dad Does Sometimes” – 3:48 16. „I See Fire” – 4:57 |

| Fizyczne wydanie rozszerzone  |
| ----------------------------- |
| 17. „All of the Stars” – 3:55 |

## Personel
Spis opracowano na podstawie materiału źródłowego:

### Muzycy
- Ed Sheeran – wokal, gitara, gitara elektryczna, gitara akustyczna, skrzypce
- Jake Gosling – producent, inżynier dźwięku, programowanie, perkusja, instrumenty perkusyjne, instrumenty smyczkowe, róg, fortepian, syntezatory, rhodes,
- Chris Leonard – gitara, gitara elektryczna, gitara basowa, gitara akustyczna, organy Hammonda
- Andrew Coleman – gitara, aranżacja, realizator dźwięku
- Johnny McDaid – producent, instrumenty klawiszowe, gitara, gitara basowa, wokal wspierający, instrumenty perkusyjne, fortepian, organy Hammonda, programowanie
- Chris Leonard – gitara, gitara basowa
- Jason Lader – instrumenty klawiszowe, gitara basowa, inżynier, nagrywanie
- Jeff Bhasker – producent, fortepian, instrumenty klawiszowe, elektryczna gitara basowa (w utworze „Photograph”)
- Geoff Leaa – perkusja (w utworze „Afire Love”)
- Foy Vance – wokal wspierający (w utworze „Afire Love”)
- Coco Arquette, Courtney Cox, Eamon Harkin – wokal wspierający, instrumenty perkusyjne (w utworze „Afire Love”)
- Amy Wadge – fortepian (w utworze „Even My Dad Does Sometimes”)
- Adam MacDougall – instrumenty klawiszowe (w utworach „Don’t” i „Bloodstream”)
- Eric Lynn – nagrywanie, instrumenty klawiszowe (w utworach „Don’t”, „Bloodstream” i „Tenerife Sea”)
- Lenny Castro, Luis Conte – instrumenty perkusyjne (w utworach „Don’t”, „Bloodstream” i „Tenerife Sea”)
- Tyler Sam Johnson – gitara elektryczna, inżynier, programowanie instrumentów perkusyjnych (w utworze „Photograph”)
- Chris Dave – perkusja (w utworach „Bloodstream” i „Tenerife Sea”)
- Blake Mills – gitara (w utworze „Tenerife Sea”)
- Peter Gosling – fortepian (w utworze „Thinking Out Loud”)
- Nigel Collins – wiolonczela (w utworze „I See Fire”)

### Producenci
- Mike „Spike” Stent, Ruadhri Cushnan – miksowanie
- Stuart Hawkes – mastering
- Grant Rawlinson – asystent miksowania
- Pete Cobbin, Kirsty Whalley – miksowanie (w utworze „I See Fire”)
- Steve Gallagher, Graham Kennedy – nagrywanie (w utworze „I See Fire”)
- Rick Rubin – producent, nagranie instrumentów
- Johnny McDaid – producent, instrumenty klawiszowe
- Pharrell Williams – producent (w utworze „Sing”)
- Benny Blanco – producent, nagranie instrumentów, programowanie (w utworze „Don’t”)
- Geoff Swan – inżynier
- Adam Coltman – asystent inżyniera (w utworze „One”)
- Matthew Gooderham – asystent inżyniera (w utworze „Nina”)
- Andrew Coleman – nagrywanie, aranżacja, gitara (w utworach „Sing” i „Runaway”)
- Ramon Rivas, Rob Sucheki – asystent nagrywania (w utworach „Sing” i „Runaway”)
- Chris „Anger Management” Sclafani, Matty Green – inżynier (w utworze „Don’t”)
- William Hicks – edycja wokalu (w utworach „I’m a Mess”, „Don’t” i „The Man”), inżynier (w utworze „Don’t”)
- Andrew „McMuffin” Luftman, Seif „Mageef” Hussain – koordynacja produkcji (w utworze „Don’t”)
- Ricardo Kim, Johnnie Burik – asystent producenta (w utworach „Don’t”, „Bloodstream” i „Tenerife Sea”)
- Sean Oakley, Joshua Smith – nagrywanie (w utworach „Don’t”, „Bloodstream” i „Tenerife Sea”)
- Eric Cardieux, Christian „Leggy” Langdon – edycja cyfrowa (w utworach „Don’t”, „Bloodstream” i „Tenerife Sea”)
- Emile Haynie – asystent produkcji, programowanie instrumentów perkusyjnych (w utworze „Photograph”)
- Davide Rossi – aranżacja instrumentów smyczkowych (w utworze „Photograph”)

## Notowania na listach przebojów
| Kraj              | Lista (2014-15)                | Najwyższe miejsce |
| ----------------- | ------------------------------ | ----------------- |
| Australia         | Album Top 100                  | 1                 |
| Dania             | Album Top 40                   | 1                 |
| Finlandia         | Album Top 50                   | 1                 |
| Holandia          | Album Top 100                  | 1                 |
| Irlandia          | Album Top 100                  | 1                 |
| Kanada            | Album Top 50                   | 1                 |
| Niemcy            | Album Top 25                   | 1                 |
| Norwegia          | Album Top 40                   | 1                 |
| Nowa Zelandia     | Album Top 40                   | 1                 |
| Stany Zjednoczone | Billboard 200                  | 1                 |
| Szkocja           | Album Top 40                   | 1                 |
| Szwajcaria        | Album Top 100                  | 1                 |
| Szwecja           | Album Top 60                   | 1                 |
| Wielka Brytania   | Album Top 40                   | 1                 |
| Austria           | Album Top 75                   | 2                 |
| Belgia            | Ultratop 200 Albums (Flandria) | 2                 |
| Belgia            | Ultatop 200 Albums (Walonia)   | 8                 |
| Portugalia        | Album Top 30                   | 2                 |
| Włochy            | Album Top 100                  | 2                 |
| Chorwacja         | Album Top 40                   | 4                 |
| Francja           | Album Top 100                  | 5                 |
| Polska            | Top 50 Albumów                 | 5                 |
| Hiszpania         | Album Top 100                  | 6                 |
| Meksyk            | Album Top 100                  | 17                |
| Japonia           | Album Top 50                   | 32                |

| Kraj              | Lista (2014)        | Miejsce |
| ----------------- | ------------------- | ------- |
| Australia         | Top 100 Albums 2014 | 1       |
| Irlandia          | Top 100 Albums 2014 | 1       |
| Nowa Zelandia     | Top 40 Album 2014   | 1       |
| Wielka Brytania   | Top 40 Albums 2014  | 1       |
| Kanada            | Top 50 Albums 2014  | 10      |
| Polska            | Top 50 Albumów 2014 | 21      |
| Stany Zjednoczone | Billboard 200       | 21      |
| Austria           | Top 75 Albums 2014  | 35      |
| Włochy            | Album Top 100       | 37      |

## Certyfikaty
| Kraj              | Certyfikat         | Sprzedaż  |
| ----------------- | ------------------ | --------- |
| Irlandia          | 9x platynowa płyta | 133 000   |
| Wielka Brytania   | 6x platynowa płyta | 1 800 000 |
| Australia         | 4x platynowa płyta | 280 000   |
| Nowa Zelandia     | 4x platynowa płyta | 60 000    |
| Kanada            | 2x platynowa płyta | 133 000   |
| Dania             | platynowa płyta    | 20 000    |
| Niemcy            | platynowa płyta    | 200 000   |
| Polska            | diamentowa płyta   | 40 000    |
| Szwajcaria        | platynowa płyta    | 20 000    |
| Szwecja           | platynowa płyta    | 40 000    |
| Stany Zjednoczone | platynowa płyta    | 1 000 000 |
| Austria           | złota płyta        | 7 500     |
| Węgry             | złota płyta        | 3 000     |
| Norwegia          | złota płyta        | 15 000    |